# Перин, Маттия
Матти́я Пeри́н (итал. Mattia Perin, итальянское произношение: [matˈtiːa peˈrin]; род. 10 ноября 1992, Латина, Лацио) — итальянский футболист, вратарь клуба «Ювентус». Выступал за национальную сборную Италии.

## Биография
Начал заниматься футболом в родной Латине. Играл в юношеской команде «Пистои», после чего попал в клубную систему «Дженоа». В её составе выиграл молодёжный чемпионат Италии.
В 2010 году стал третьим вратарём основной команды генуэзцев. Сидел на скамейке запасных в матчах с «Интернационале» и «Лацио». 22 мая 2011 года в матче против «Чезены» Перин дебютировал в Серии А, выйдя в стартовом составе.
В июле 2011 года Маттия отправился в аренду в клуб Серии B, «Падову». 1 октября в матче против «Эмполи» он дебютировал за новую команду. Несмотря на не самую хорошую статистику, был признан лучшим вратарём турнира.
Сезон 2012/13 провёл в высшем итальянском дивизионе, играя за «Пескару». 26 августа в поединке против «Интера» Маттия дебютировал за новую команду. 6 января 2013 года в выездном матче против «Фиорентины» Перин стал героем матча, неоднократно выручая свою команду по ходу поединка.
С 2009 года вызывается в различные сборные своей страны. 11 августа 2010 года дебютировал за юношескую команду Италии, заменив Вито Манноне в игре против Дании. 10 августа 2012 был вызван в главную сборную Италии, но на поле так и не вышел. Дебют в национальной команде состоялся 18 ноября 2014 года в товарищеском матче против Албании (1:0). Маттия заменил Сальваторе Сиригу на 73-й минуте при счете 0:0.
В апреле 2016 года Перин получил разрыв крестообразных связок правого колена. В январе 2017 года Перин получил разрыв крестообразных связок левого колена. Несмотря на тяжелые по меркам футбола травмы, он смог вернуться в игру и продолжил выступать на привычном для себя высоком уровне. Перед началом сезона 2017/18 Перин был объявлен новым капитаном «Дженоа».
Летом 2017 года Перин был близок к переходу в «Милан», в тот момент имевший трудности с продлением контракта Джанлуиджи Доннаруммы, однако переход не состоялся.
В июне 2018 года за 12 миллионов евро Маттия Перин перешел в «Ювентус».